# Joseph D. Early

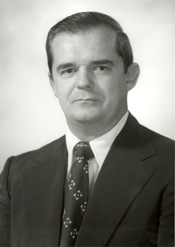
Joseph D. Early

Joseph Daniel Early (* 31. Januar 1933 in Worcester, Massachusetts; † 9. November 2012 ebenda) war ein US-amerikanischer Politiker. Zwischen 1975 und 1993 vertrat er den Bundesstaat Massachusetts im US-Repräsentantenhaus.

## Werdegang
Joseph Early besuchte die öffentlichen Schulen seiner Heimat und danach bis 1955 das College of the Holy Cross in Worcester. Zwischen 1955 und 1957 diente er in der US Navy. Von 1959 bis 1963 war er als Lehrer in Shrewsbury und Spencer tätig. Gleichzeitig schlug er als Mitglied der Demokratischen Partei eine politische Laufbahn ein. Von 1963 bis 1974 saß er als Abgeordneter im Repräsentantenhaus von Massachusetts. Zwischen 1964 und 1970 nahm er als Delegierter an den Parteitagen der Demokraten auf Staatsebene teil.
Bei den Kongresswahlen des Jahres 1974 wurde Early im dritten Wahlbezirk von Massachusetts in das US-Repräsentantenhaus in Washington, D.C. gewählt, wo er am 3. Januar 1975 die Nachfolge von Harold Donohue antrat. Nach acht Wiederwahlen konnte er bis zum 3. Januar 1993 neun Legislaturperioden im Kongress absolvieren. 1992 wurde Joseph Early in der Folge des House banking scandal nicht wiedergewählt. In der Folge ist er politisch nicht mehr in Erscheinung getreten. Er verbrachte seinen Lebensabend in seinem Heimatort Worcester.